# 叶松盛
叶松盛（1917年—1993年），男，广东梅县人，中华人民共和国军事人物，中国人民解放军少将，曾任中国人民解放军空军政治部主任，第六届全国政协委员。